# The Voice (13.ª temporada)
A décima terceira temporada do The Voice, um talent show norte-americano, estreou em 25 de setembro de 2017 na NBC.Jennifer Hudson participou pela primeira vez como técnica ao lado de Adam Levine, Blake Shelton e Miley Cyrus, que retorna após uma temporada ausente.
Pela nona edição consecutiva, o programa foi transmitido no Brasil através do canal por assinatura Sony, tendo seus episódios exibidos dois dias após a transmissão oficial dos Estados Unidos.
A grande vencedora da temporada foi Chloe Kohanski, do time de Blake Shelton, após derrotar na final Addison Agen, do time Adam, Brooke Simpson, do time Miley, e Red Marlow, do time Blake. A vitória de Kohanski marcou a sexta vez que um participante da equipe Blake venceu o talent show.

## Técnicos e apresentadores
A décima terceira temporada trouxe a cantora de R&B Jennifer Hudson, que entra para o time de jurados substituindo Alicia Keys, enquanto Miley Cyrus retornou ao programa após uma temporada ausente ao lado de Adam Levine e Blake Shelton. Carson Daly continuou no comando da atração.

## Episódios

### Episódio 1: The Blind Auditions, parte 1
Legenda
| Ordem | Competidor       | Idade | Cidade Natal                 | Canção                              | Escolha dos técnicos e competidores | Escolha dos técnicos e competidores | Escolha dos técnicos e competidores | Escolha dos técnicos e competidores |
| Ordem | Competidor       | Idade | Cidade Natal                 | Canção                              | Adam                                | Miley                               | Jennifer                            | Blake                               |
| ----- | ---------------- | ----- | ---------------------------- | ----------------------------------- | ----------------------------------- | ----------------------------------- | ----------------------------------- | ----------------------------------- |
| 1     | Chris Weaver     | 29    | Long Island, Nova York       | "Try a Little Tenderness"           | ✔                                   | ✔                                   | ✔                                   | ✔                                   |
| 2     | Mitchell Lee     | 29    | Charleston, Carolina do Sul  | "Hold My Hand"                      | ✔                                   | —                                   | ✔                                   | ✔                                   |
| 3     | Janice Freeman   | 32    | Compton, Califórnia          | "Radioactive"                       | —                                   | ✔                                   | ✔                                   | —                                   |
| 4     | Xaris            | 17    | Gulf Breeze, Flórida         | "Don't Think Twice, It's All Right" | —                                   | —                                   | —                                   | —                                   |
| 5     | Shi'Ann Jones    | 15    | Bowling Green, Kentucky      | "Drown In My Own Tears"             | —                                   | —                                   | ✔                                   | ✔                                   |
| 6     | Dave Crosby      | 30    | Seattle, Washington          | "I Will Follow You Into The Dark"   | ✔                                   | ✔                                   | —                                   | ✔                                   |
| 7     | Odiseas Georgias | 20    | Brooklyn, Nova York          | "Papa's Got a Brand New Bag"        | —                                   | —                                   | —                                   | —                                   |
| 8     | Esera Tuaolo     | 49    | Minneapolis, Minnesota       | "Rise Up"                           | —                                   | —                                   | ✔                                   | ✔                                   |
| 9     | Brandon Showell  | 26    | Virginia Beach, Virgínia     | "There's Nothing Holdin' Me Back"   | ✔                                   | ✔                                   | ✔                                   | —                                   |
| 10    | Lucas Holiday    | 26    | Lansing, Michigan            | "This Woman's Work"                 | —                                   | —                                   | ✔                                   | —                                   |
| 11    | Brooke Simpson   | 24    | Hollister, Carolina do Norte | "Stone Cold"                        | ✔                                   | ✔                                   | ✔                                   | ✔                                   |

### Episódio 2: The Blind Auditions, parte 2
| Ordem | Competidor    | Idade | Cidade Natal              | Canção                    | Escolha dos técnicos e competidores | Escolha dos técnicos e competidores | Escolha dos técnicos e competidores | Escolha dos técnicos e competidores |
| Ordem | Competidor    | Idade | Cidade Natal              | Canção                    | Adam                                | Miley                               | Jennifer                            | Blake                               |
| ----- | ------------- | ----- | ------------------------- | ------------------------- | ----------------------------------- | ----------------------------------- | ----------------------------------- | ----------------------------------- |
| 1     | Keisha Renee  | 30    | Inglewood, Califórnia     | "I Can't Stop Loving You" | ✔                                   | ✔                                   | ✔                                   | ✔                                   |
| 2     | Dylan Gerard  | 28    | Macclenny, Flórida        | "Say You Won't Let Go"    | ✔                                   | —                                   | ✔                                   | —                                   |
| 3     | Maharasyi     | 27    | Los Angeles, Califórnia   | "Tell Me Something Good"  | —                                   | ✔                                   | ✔                                   | —                                   |
| 4     | Marlo Wells   | 61    | Fontana, Califórnia       | "Love Me Now"             | —                                   | —                                   | —                                   | —                                   |
| 5     | Red Marlow    | 40    | Dickson, Tennessee        | "Swingin'"                | —                                   | ✔                                   | —                                   | ✔                                   |
| 6     | Ashland Craft | 21    | Piedmont, Carolina do Sul | "You Are My Sunshine"     | ✔                                   | ✔                                   | —                                   | ✔                                   |

### Episódio 3: The Blind Auditions, parte 3
| Ordem | Competidor            | Idade | Cidade Natal                    | Canção                         | Escolha dos técnicos e competidores | Escolha dos técnicos e competidores | Escolha dos técnicos e competidores | Escolha dos técnicos e competidores |
| Ordem | Competidor            | Idade | Cidade Natal                    | Canção                         | Adam                                | Miley                               | Jennifer                            | Blake                               |
| ----- | --------------------- | ----- | ------------------------------- | ------------------------------ | ----------------------------------- | ----------------------------------- | ----------------------------------- | ----------------------------------- |
| 1     | Adam Cunningham       | 38    | Nashville, Tennessee            | "Midnight Rider"               | —                                   | —                                   | ✔                                   | ✔                                   |
| 2     | Hannah Mrozak         | 18    | Richfield, Wisconsin            | "Starving"                     | ✔                                   | —                                   | ✔                                   | ✔                                   |
| 3     | Shilo Gold            | 26    | Denver, Colorado                | "Stay with Me Baby"            | —                                   | ✔                                   | ✔                                   | —                                   |
| 4     | Samantha Rios         | 16    | Condado de Arlington, Virgínia  | "Something's Got a Hold on Me" | —                                   | —                                   | —                                   | —                                   |
| 5     | Noah Mac              | 17    | Dublin, Califórnia              | "Way Down We Go"               | —                                   | —                                   | ✔                                   | ✔                                   |
| 6     | Davon Fleming         | 25    | Baltimore, Maryland             | "Me & Mr Jones"                | ✔                                   | ✔                                   | ✔                                   | ✔                                   |
| 7     | Kathrina Feigh        | 24    | Filipinas / Brooklyn, Nova York | "Big White Room"               | —                                   | —                                   | ✔                                   | ✔                                   |
| 8     | Alexandra Joyce       | 16    | Strongsville, Ohio              | "Wildest Dreams"               | ✔                                   | —                                   | ✔                                   | ✔                                   |
| 9     | Eric Lyn              | 26    | Los Angeles, Califórnia         | "O-o-h Child"                  | —                                   | —                                   | ✔                                   | —                                   |
| 10    | Anna Catherine DeHart | 23    | Sikeston, Missouri              | "I Could Use a Love Song"      | ✔                                   | —                                   | —                                   | ✔                                   |
| 11    | Addison Agen          | 16    | Fort Wayne, Indiana             | "Jolene"                       | ✔                                   | ✔                                   | —                                   | —                                   |
| 12    | Adam Pearce           | 31    | Nova Orleans, Louisiana         | "Hot Blooded"                  | ✔                                   | ✔                                   | —                                   | —                                   |
| 13    | Myles Frost           | 17    | Washington, D.C.                | "My Cherie Amour"              | —                                   | —                                   | —                                   | —                                   |
| 14    | Moriah Formica        | 16    | Latham, Nova York               | "Crazy on You"                 | ✔                                   | ✔                                   | ✔                                   | ✔                                   |

### Episódio 4: The Blind Auditions, parte 4
| Ordem | Competidor        | Idade | Cidade Natal              | Canção              | Escolha dos técnicos e competidores | Escolha dos técnicos e competidores | Escolha dos técnicos e competidores | Escolha dos técnicos e competidores |
| Ordem | Competidor        | Idade | Cidade Natal              | Canção              | Adam                                | Miley                               | Jennifer                            | Blake                               |
| ----- | ----------------- | ----- | ------------------------- | ------------------- | ----------------------------------- | ----------------------------------- | ----------------------------------- | ----------------------------------- |
| 1     | Anthony Alexander | 17    | Fontana, Califórnia       | "Redbone"           | ✔                                   | ✔                                   | ✔                                   | —                                   |
| 2     | Sophia Bollman    | 18    | Norco, Califórnia         | "Invincible"        | —                                   | ✔                                   | —                                   | ✔                                   |
| 3     | Jessica Rowboat   | 28    | Índia / Queens, Nova York | "Imagine"           | —                                   | —                                   | —                                   | —                                   |
| 4     | Karli Webster     | 20    | Santa Clarita, Califórnia | "You're So Vain"    | ✔                                   | ✔                                   | —                                   | —                                   |
| 5     | Stephan Marcellus | 26    | Englewood, Nova Jérsei    | "Take Me to Church" | —                                   | —                                   | ✔                                   | —                                   |
| 6     | Emily Luther      | 24    | Woonsocket, Rhode Island  | "Summertime"        | ✔                                   | —                                   | ✔                                   | ✔                                   |

### Episódio 5: The Blind Auditions, parte 5
| Ordem | Competidor          | Idade | Cidade Natal            | Canção                       | Escolha dos técnicos e competidores | Escolha dos técnicos e competidores | Escolha dos técnicos e competidores | Escolha dos técnicos e competidores |
| Ordem | Competidor          | Idade | Cidade Natal            | Canção                       | Adam                                | Miley                               | Jennifer                            | Blake                               |
| ----- | ------------------- | ----- | ----------------------- | ---------------------------- | ----------------------------------- | ----------------------------------- | ----------------------------------- | ----------------------------------- |
| 1     | Chloe Kohanski      | 23    | Mount Juliet, Tennessee | "The Chain"                  | —                                   | ✔                                   | ✔                                   | ✔                                   |
| 2     | Olivia Kay          | 13    | Edmond, Oklahoma        | "Ghost"                      | —                                   | —                                   | —                                   | —                                   |
| 3     | Dennis Drummond     | 27    | Nashville, Tennessee    | "She Talks to Angels"        | ✔                                   | —                                   | —                                   | ✔                                   |
| 4     | Ignatious Carmouche | 23    | Opelousas, Louisiana    | "Latch"                      | —                                   | —                                   | ✔                                   | ✔                                   |
| 5     | Rebecca Brunner     | 22    | Mason, Michigan         | "Believer"                   | —                                   | —                                   | —                                   | ✔                                   |
| 6     | Brandon Brown       | 19    | Bronx, Nova York        | "Georgia on My Mind"         | ✔                                   | —                                   | ✔                                   | ✔                                   |
| 7     | Nathan Graham       | 27    | Chicago, Illinois       | "Nobody to Blame"            | —                                   | —                                   | —                                   | —                                   |
| 8     | Whitney Fenimore    | 28    | Tulsa, Oklahoma         | "Hold On, We're Going Home"  | ✔                                   | ✔                                   | —                                   | —                                   |
| 9     | Ilianna Viramontes  | 18    | Brentwood, Califórnia   | "New Soul"                   | —                                   | ✔                                   | —                                   | ✔                                   |
| 10    | Katrina Rose        | 34    | Nova York, Nova York    | "Kozmic Blues"               | —                                   | ✔                                   | —                                   | —                                   |
| 11    | Natalie Stovall     | 35    | Columbia, Tennessee     | "If It Hadn't Been For Love" | —                                   | —                                   | —                                   | ✔                                   |
| 12    | Ryan Scripps        | 24    | Austin, Texas           | "Body Like a Back Road"      | —                                   | —                                   | —                                   | ✔                                   |
| 13    | Meagan McNeal       | 31    | Chicago, Illinois       | "Can't Feel My Face"         | —                                   | —                                   | ✔                                   | —                                   |
| 14    | Jon Mero            | 31    | Atlanta, Georgia        | "Versace on the Floor"       | ✔                                   | ✔                                   | ✔                                   | ✔                                   |

### Episódio 6: The Blind Auditions, parte 6
| Ordem | Competidor      | Idade | Cidade Natal               | Canção                                    | Escolha dos técnicos e competidores | Escolha dos técnicos e competidores | Escolha dos técnicos e competidores | Escolha dos técnicos e competidores |
| Ordem | Competidor      | Idade | Cidade Natal               | Canção                                    | Adam                                | Miley                               | Jennifer                            | Blake                               |
| --- | --------------- | ----- | -------------------------- | ----------------------------------------- | ----------------------------------- | ----------------------------------- | ----------------------------------- | ----------------------------------- |
| 1 | Kristi Hoopes   | 19    | Parker, Colorado           | "Heaven, Heartache and the Power of Love" | ✔                                   | —                                   | ✔                                   | ✔                                   |
| 2 | Michael Kight   | 25    | Dublin, Georgia            | "Sugar"                                   | ✔                                   | —                                   | —                                   | N/A                                 |
| 3 | Jeremiah Miller | 18    | Fort Worth, Texas          | "Slow Hands"                              | ✔                                   | —                                   | ✔                                   | N/A                                 |
| 4 | Serina Rae      | 17    | Panama City Beach, Flórida | "Stand by Me"                             | —                                   | —                                   | N/A                                 | N/A                                 |
| 5 | Austin Serrato  | 42    | Ashville, Alabama          | "Ain't No Sunshine"                       | —                                   | —                                   | N/A                                 | N/A                                 |
| 6 | Raycee Jones    | 29    | Brooklyn, Nova York        | "We Don't Have to Take Our Clothes Off"   | —                                   | —                                   | N/A                                 | N/A                                 |
| 7 | Nik Singleton   | 28    | Seattle, Washington        | "Wide Open Spaces"                        | —                                   | —                                   | N/A                                 | N/A                                 |
| 8 | Megan Rose      | 20    | San Francisco, Califórnia  | "Ode to Billie Joe"                       | ✔                                   | ✔                                   | N/A                                 | N/A                                 |
| 9 | Gary Carpentier | 26    | Oswego, Nova York          | "Home"                                    | ✔                                   | N/A                                 | N/A                                 | N/A                                 |
| Designação "N/A" em "Escolha dos técnicos e competidores" significa que o time do técnico já estava completo |                 |       |                            |                                           |                                     |                                     |                                     |                                     |

### Episódios 7 a 10: The Battle Rounds
A fase de batalhas (em inglês, Battle Rounds) foi transmitida em quatro episódios. Nessa fase, os técnicos contaram com a ajuda de mentores para treinar seus times. Adam Levine convocou o ex-integrante dos Jonas Brothers e vocalista da banda DNCE, Joe Jonas. Miley Cyrus convocou o cantor, compositor country e seu pai, Billy Ray Cyrus. Jennifer Hudson contou com a ajuda da cantora de R&B Kelly Rowland. Por fim, Blake Shelton foi auxiliado pela banda country, Rascal Flatts.
Graças ao steal, introduzido na terceira temporada, alguns competidores foram salvos por outros técnicos mesmo perdendo a sua batalha e, assim, seguiram na competição.
Legenda:
| Episódio | Técnico         | Ordem | Vencedor              | Canção                             | Perdedor            | Resultado do 'Steal' | Resultado do 'Steal' | Resultado do 'Steal' | Resultado do 'Steal' |
| Episódio | Técnico         | Ordem | Vencedor              | Canção                             | Perdedor            | Adam                 | Miley                | Jennifer             | Blake                |
| -------- | --------------- | ----- | --------------------- | ---------------------------------- | ------------------- | -------------------- | -------------------- | -------------------- | -------------------- |
|          |                 |       |                       |                                    |                     |                      |                      |                      |                      |
| 7        | Jennifer Hudson | 1     | Lucas Holliday        | "My Prerogative"                   | Meagan McNeal       | —                    | —                    | N/A                  | —                    |
| 7        | Miley Cyrus     | 2     | Moriah Formica        | "American Woman"                   | Shilo Gold          | —                    | N/A                  | —                    | —                    |
| 7        | Blake Shelton   | 3     | Keisha Renee          | "I'm So Lonesome I Could Cry"      | Noah Mac            | —                    | —                    | ✔                    | N/A                  |
| 7        | Jennifer Hudson | 4     | Chris Weaver          | "Dangerous Woman"                  | Kathrina Feigh      | —                    | —                    | N/A                  | ✔                    |
| 7        | Miley Cyrus     | 5     | Brooke Simpson        | "You're a Big Girl Now"            | Sophia Bollman      | —                    | N/A                  | —                    | —                    |
| 7        | Adam Levine     | 6     | Adam Pearce           | "Stop Draggin' My Heart Around"    | Whitney Fenimore    | N/A                  | ✔                    | —                    | ✔                    |
|          |                 |       |                       |                                    |                     |                      |                      |                      |                      |
| 8        | Jennifer Hudson | 1     | Davon Fleming         | "I'm Your Baby Tonight"            | Maharasyi           | —                    | —                    | N/A                  | —                    |
| 8        | Adam Levine     | 2     | Hannah Mrozak         | "Cold Water"                       | Brandon Showell     | N/A                  | —                    | —                    | —                    |
| 8        | Adam Levine     | 3     | Dylan Gerard          | "Doctor My Eyes"                   | Dave Crosby         | N/A                  | —                    | —                    | —                    |
| 8        | Blake Shelton   | 4     | Esera Tuaolo          | "This I Promise You"               | Rebecca Brunner     | —                    | —                    | —                    | N/A                  |
| 8        | Miley Cyrus     | 5     | Chloe Kohanski        | "I Am Woman"                       | Ilianna Viramontes  | —                    | N/A                  | —                    | —                    |
| 8        | Blake Shelton   | 6     | Mitchell Lee          | "Mr. Jones"                        | Dennis Drummond     | ✔                    | —                    | —                    | N/A                  |
|          |                 |       |                       |                                    |                     |                      |                      |                      |                      |
| 9        | Adam Levine     | 1     | Jon Mero              | "I Wish It Would Rain"             | Brandon Brown       | —                    | —                    | —                    | —                    |
| 9        | Blake Shelton   | 2     | Red Marlow            | "Fishin' in the Dark"              | Ryan Scripps        | —                    | —                    | —                    | N/A                  |
| 9        | Miley Cyrus     | 3     | Karli Webster         | "Girls Just Want to Have Fun"      | Addison Agen        | ✔                    | —                    | ✔                    | —                    |
| 9        | Blake Shelton   | 4     | Anna Catherine DeHart | "Independence Day"                 | Kristi Hoopes       | N/A                  | —                    | —                    | N/A                  |
| 9        | Jennifer Hudson | 5     | Jeremiah Miller       | "One Call Away"                    | Alexandra Joyce     | N/A                  | N/A                  | N/A                  | —                    |
| 9        | Adam Levine     | 6     | Emily Luther          | "Send My Love (To Your New Lover)" | Gary Carpentier     | N/A                  | —                    | —                    | —                    |
| 9        | Jennifer Hudson | 7     | Shi'Ann Jones         | "Oh! Darling"                      | Stephan Marcellus   | N/A                  | ✔                    | N/A                  | —                    |
| 9        | Adam Levine     | 8     | Anthony Alexander     | "I Feel It Coming"                 | Michael Kight       | N/A                  | N/A                  | —                    | —                    |
| 9        | Miley Cyrus     | 9     | Janice Freeman        | "W.O.M.A.N"                        | Katrina Rose        | N/A                  | N/A                  | ✔                    | —                    |
|          |                 |       |                       |                                    |                     |                      |                      |                      |                      |
| 10       | Blake Shelton   | 1     | Adam Cunningham       | "Boondocks"                        | Natalie Stovall     | N/A                  | N/A                  | N/A                  | N/A                  |
| 10       | Jennifer Hudson | 2     | Eric Lyn              | "Unaware"                          | Ignatious Carmouche | N/A                  | N/A                  | N/A                  | —                    |
| 10       | Miley Cyrus     | 3     | Ashland Craft         | "Good Hearted Woman"               | Megan Rose          | N/A                  | N/A                  | N/A                  | ✔                    |

### Episódios 11 a 14: The Knockouts
Na fase de nocautes (em inglês, Knockouts), cada técnico voltou a ter um 'steal', podendo roubar um participante de outro time para a rodada de playoffs. A cantora Kelly Clarkson participou como mentora única para todos os times.
Legenda:
| Episódio | Técnico | Ordem | Canção | Vencedor | Perdedor | Canção | Resultado do 'Steal' | Resultado do 'Steal' | Resultado do 'Steal' | Resultado do 'Steal' |
| Episódio | Técnico | Ordem | Canção | Vencedor | Perdedor | Canção | Adam | Miley | Jennifer | Blake |
| -------- | --- | --- | --- | --- | --- | --- | --- | --- | --- | --- |
| 11       | Blake Shelton | 1 | "Superstar" | Esera Tuaolo | Adam Cunningham | "Either Way" | ✔ | — | — | N/A |
| 11       | Jennifer Hudson | 2 | "Who's Lovin' You" | Shi'Ann Jones | Lucas Holliday | "Tell It Like It Is" | N/A | — | N/A | — |
| 11       | Adam Levine | 3 | "Beneath Your Beautiful" | Addison Agen | Dennis Drummond | "All Along the Watchtower" | N/A | — | — | — |
| 11       | Miley Cyrus | 4 | "I'm Goin' Down" | Janice Freeman | Karli Webster | "Blue Bayou" | N/A | N/A | — | — |
| 11       | Jennifer Hudson | 5 | "I Can Only Imagine" | Davon Fleming | Eric Lyn | "What's Going On" | N/A | — | N/A | — |
| 11       | Miley Cyrus | 6 | "Wanted Dead or Alive" | Ashland Craft | Chloe Kohanski | "Landslide" | N/A | N/A | ✔ | ✔ |
|          | | | | | | | | | | |
| 12       | O décimo segundo episódio da temporada foi um especial de uma hora, intitulado "Melhor da temporada". O episódio mostrou os momentos dos selecionados da temporada até agora, incluindo os técnicos, suas equipes, seus mentores, a jornada dos concorrentes até o momento e algumas imagens anteriormente não vistas. | O décimo segundo episódio da temporada foi um especial de uma hora, intitulado "Melhor da temporada". O episódio mostrou os momentos dos selecionados da temporada até agora, incluindo os técnicos, suas equipes, seus mentores, a jornada dos concorrentes até o momento e algumas imagens anteriormente não vistas. | O décimo segundo episódio da temporada foi um especial de uma hora, intitulado "Melhor da temporada". O episódio mostrou os momentos dos selecionados da temporada até agora, incluindo os técnicos, suas equipes, seus mentores, a jornada dos concorrentes até o momento e algumas imagens anteriormente não vistas. | O décimo segundo episódio da temporada foi um especial de uma hora, intitulado "Melhor da temporada". O episódio mostrou os momentos dos selecionados da temporada até agora, incluindo os técnicos, suas equipes, seus mentores, a jornada dos concorrentes até o momento e algumas imagens anteriormente não vistas. | O décimo segundo episódio da temporada foi um especial de uma hora, intitulado "Melhor da temporada". O episódio mostrou os momentos dos selecionados da temporada até agora, incluindo os técnicos, suas equipes, seus mentores, a jornada dos concorrentes até o momento e algumas imagens anteriormente não vistas. | O décimo segundo episódio da temporada foi um especial de uma hora, intitulado "Melhor da temporada". O episódio mostrou os momentos dos selecionados da temporada até agora, incluindo os técnicos, suas equipes, seus mentores, a jornada dos concorrentes até o momento e algumas imagens anteriormente não vistas. | O décimo segundo episódio da temporada foi um especial de uma hora, intitulado "Melhor da temporada". O episódio mostrou os momentos dos selecionados da temporada até agora, incluindo os técnicos, suas equipes, seus mentores, a jornada dos concorrentes até o momento e algumas imagens anteriormente não vistas. | O décimo segundo episódio da temporada foi um especial de uma hora, intitulado "Melhor da temporada". O episódio mostrou os momentos dos selecionados da temporada até agora, incluindo os técnicos, suas equipes, seus mentores, a jornada dos concorrentes até o momento e algumas imagens anteriormente não vistas. | O décimo segundo episódio da temporada foi um especial de uma hora, intitulado "Melhor da temporada". O episódio mostrou os momentos dos selecionados da temporada até agora, incluindo os técnicos, suas equipes, seus mentores, a jornada dos concorrentes até o momento e algumas imagens anteriormente não vistas. | O décimo segundo episódio da temporada foi um especial de uma hora, intitulado "Melhor da temporada". O episódio mostrou os momentos dos selecionados da temporada até agora, incluindo os técnicos, suas equipes, seus mentores, a jornada dos concorrentes até o momento e algumas imagens anteriormente não vistas. |
|          | | | | | | | | | | |
| 13       | Miley Cyrus | 1 | "(You Make Me Feel Like) A Natural Woman" | Brooke Simpson | Stephan Marcellus | "Impossible" | N/A | N/A | — | N/A |
| 13       | Blake Shelton | 2 | "I'll Be" | Mitchell Lee | Anna Catherine DeHart | "Breathe" | N/A | — | — | N/A |
| 13       | Jennifer Hudson | 3 | "Hold Back the River" | Noah Mac | Jeremiah Miller | "Sorry" | N/A | — | N/A | N/A |
| 13       | Blake Shelton | 4 | "I Hope You Dance" | Keisha Renee | Kathrina Feigh | "Girl on Fire" | N/A | — | — | N/A |
| 13       | Adam Levine | 5 | "Blame It On the Boogie" | Jon Mero | Dylan Gerard | "All of the Stars" | N/A | — | — | N/A |
| 13       | Miley Cyrus | 6 | "Behind These Hazel Eyes" | Moriah Formica | Whitney Fenimore | "Calling All Angels" | N/A | N/A | — | N/A |
| 13       | Adam Levine | 7 | "Glitter in the Air" | Emily Luther | Adam Pearce | "Smoke on the Water" | N/A | ✔ | — | N/A |
|          | | | | | | | | | | |
| 14       | Jennifer Hudson | 1 | "I Put a Spell on You" | Chris Weaver | Katrina Rose | "Zombie" | N/A | N/A | N/A | N/A |
| 14       | Blake Shelton | 2 | "Outskirts of Heaven" | Red Marlow | Megan Rose | "Smoke Break" | N/A | N/A | — | N/A |
| 14       | Adam Levine | 3 | "Mercy" | Anthony Alexander | Hannah Mrozak | "Love on the Brain" | N/A | N/A | ✔ | N/A |

### Episódios 15 a 17: The Playoffs
Passada a fase dos Knockouts, o programa entra na fase de Playoffs. Cada um dos técnicos pôde trazer de volta à competição um participante de qualquer time que havia sido eliminado nas duas fases anteriores (batalhas e nocautes).
| Técnico         | Competidor       |
| --------------- | ---------------- |
| Adam Levine     | Whitney Fenimore |
| Miley Cyrus     | Karli Webster    |
| Jennifer Hudson | Lucas Holliday   |
| Blake Shelton   | Natalie Stovall  |

Os Playoffs foram gravados em 31 de agosto e 1 de setembro. Nesta edição, assim como na sexta temporada, os seis membros restantes de cada equipe cantam individualmente e a decisão sobre quem avança para os shows ao vivo fica inteiramente com os técnicos.
Legenda:
| Episódio | Técnico         | Ordem | Competidor        | Canção                           | Resultado |
| -------- | --------------- | ----- | ----------------- | -------------------------------- | --------- |
| 15       | Jennifer Hudson | 1     | Davon Fleming     | "I Am Changing"                  | Salvo     |
| 15       | Jennifer Hudson | 2     | Hannah Mrozak     | "Learn to Let Go"                | Eliminada |
| 15       | Jennifer Hudson | 3     | Lucas Holliday    | "The Beautiful Ones"             | Eliminado |
| 15       | Jennifer Hudson | 4     | Shi'Ann Jones     | "Tattoed Heart"                  | Salva     |
| 15       | Jennifer Hudson | 5     | Chris Weaver      | "California Soul"                | Eliminado |
| 15       | Jennifer Hudson | 6     | Noah Mac          | "In the Air Tonight"             | Salvo     |
| 15       | Blake Shelton   | 7     | Red Marlow        | "Chiseled in Stone"              | Salvo     |
| 15       | Blake Shelton   | 8     | Chloe Kohanski    | "Time After Time"                | Salva     |
| 15       | Blake Shelton   | 9     | Natalie Stovall   | "Callin' Baton Rouge"            | Eliminada |
| 15       | Blake Shelton   | 10    | Esera Tuaolo      | "How Do I Live"                  | Eliminado |
| 15       | Blake Shelton   | 11    | Mitchell Lee      | "Heaven"                         | Eliminado |
| 15       | Blake Shelton   | 12    | Keisha Renee      | "Love Can Build a Bridge"        | Salva     |
|          |                 |       |                   |                                  |           |
| 16       | Adam Levine     | 1     | Adam Cunningham   | "Have a Little Faith in Me"      | Salvo     |
| 16       | Adam Levine     | 2     | Whitney Fenimore  | "If It Makes You Happy"          | Eliminada |
| 16       | Adam Levine     | 3     | Emily Luther      | "Lovesong"                       | Eliminada |
| 16       | Adam Levine     | 4     | Anthony Alexander | "Perfect"                        | Eliminado |
| 16       | Adam Levine     | 5     | Jon Mero          | "When We Were Young"             | Salvo     |
| 16       | Adam Levine     | 6     | Addison Agen      | "Angel from Montgomery"          | Salva     |
|          |                 |       |                   |                                  |           |
| 17       | Miley Cyrus     | 1     | Brooke Simpson    | "It's a Man's Man's Man's World" | Salva     |
| 17       | Miley Cyrus     | 2     | Karli Webster     | "Coat of Many Colors"            | Eliminada |
| 17       | Miley Cyrus     | 3     | Adam Pearce       | "Love Hurts"                     | Eliminado |
| 17       | Miley Cyrus     | 4     | Ashland Craft     | "When I Think About Cheatin'"    | Salva     |
| 17       | Miley Cyrus     | 5     | Moriah Formica    | "World Without You"              | Eliminada |
| 17       | Miley Cyrus     | 6     | Janice Freeman    | "Fall for You"                   | Salva     |

### Episódios 18 e 19: Shows ao vivo - Top 12
Os 12 finalistas da décima primeira edição do The Voice entram na fase ao vivo em um sistema de eliminação semanal, no qual os competidores cantam na segunda-feira e têm o resultado na terça-feira, de acordo com a transmissão norte-americana (no Brasil, os episódios inéditos são transmitidos na quarta e na quinta-feira pelo canal Sony).
Mais uma vez, houve a "salvação instantânea" (em inglês, Instant Save), na qual os usuários do Twitter salvam um dentre os dois participantes menos votados em um intervalo de cinco minutos.
Legenda:
| Ordem         | Técnico         | Competidor      | Canção                                     | Resultado    |
| ------------- | --------------- | --------------- | ------------------------------------------ | ------------ |
| 1             | Miley Cyrus     | Brooke Simpson  | "Praying"                                  | Salva        |
| 2             | Blake Shelton   | Red Marlow      | "The Church on Cumberland Road"            | Salvo        |
| 3             | Jennifer Hudson | Shi'Ann Jones   | "Vision of Love"                           | Salva        |
| 4             | Adam Levine     | Jon Mero        | "Why I Love You"                           | Bottom 2     |
| 5             | Miley Cyrus     | Ashland Craft   | "Delta Dawn"                               | Salva        |
| 6             | Adam Levine     | Adam Cunningham | "Against All Odds (Take a Look at Me Now)" | Bottom 2     |
| 7             | Blake Shelton   | Chloe Kohanski  | "Thank You"                                | Salva        |
| 8             | Jennifer Hudson | Davon Fleming   | "Love on Top"                              | Salvo        |
| 9             | Adam Levine     | Addison Agen    | "She Used to Be Mine"                      | Salva        |
| 10            | Blake Shelton   | Keisha Renee    | "Midnight Train to Georgia"                | Salva        |
| 11            | Jennifer Hudson | Noah Mac        | "Speed of Sound"                           | Salvo        |
| 12            | Miley Cyrus     | Janice Freeman  | "The Story"                                | Salva        |
|               |                 |                 |                                            |              |
| Última chance |                 |                 |                                            |              |
| 1             | Adam Levine     | Adam Cunningham | "Fortunate Son"                            | Instant Save |
| 2             | Adam Levine     | Jon Mero        | "I Want You Back"                          | Eliminado    |

| Ordem | Artistas                                             | Canção                |
| ----- | ---------------------------------------------------- | --------------------- |
| 19.1  | Jennifer Hudson e sua equipe (Davon, Noah e Shi'Ann) | "Let It Be"           |
| 19.2  | Maroon 5                                             | "What Lovers Do"      |
| 19.3  | Blake Shelton e sua equipe (Chloe, Keisha e Red)     | "If It Will, It Will" |

### Episódios 20 e 21: Shows ao vivo - Top 11
| Ordem         | Técnico         | Competidor      | Canção                      | Resultado    |
| ------------- | --------------- | --------------- | --------------------------- | ------------ |
| 1             | Miley Cyrus     | Janice Freeman  | "Shine"                     | Bottom 2     |
| 2             | Blake Shelton   | Red Marlow      | "The Dance"                 | Salvo        |
| 3             | Jennifer Hudson | Shi'Ann Jones   | "Listen"                    | Salva        |
| 4             | Adam Levine     | Adam Cunningham | "American Girl"             | Bottom 2     |
| 5             | Miley Cyrus     | Brooke Simpson  | "What About Us"             | Salva        |
| 6             | Jennifer Hudson | Davon Fleming   | "I Have Nothing"            | Salvo        |
| 7             | Miley Cyrus     | Ashland Craft   | "Chicken Fried"             | Salva        |
| 8             | Adam Levine     | Addison Agen    | "A Case of You"             | Salva        |
| 9             | Blake Shelton   | Keisha Renee    | "It Matters To Me"          | Salva        |
| 10            | Jennifer Hudson | Noah Mac        | "Electric Love"             | Salvo        |
| 11            | Blake Shelton   | Chloe Kohanski  | "Total Eclipse of the Heart | Salva        |
|               |                 |                 |                             |              |
| Última chance |                 |                 |                             |              |
| 1             | Adam Levine     | Adam Cunningham | "Amazed"                    | Instant Save |
| 2             | Miley Cyrus     | Janice Freeman  | "Chandelier"                | Eliminada    |

| Ordem | Artistas                                            | Canção                      |
| ----- | --------------------------------------------------- | --------------------------- |
| 21.1  | Miley Cyrus e sua equipe (Ashland, Brooke e Janice) | "Man! I Feel Like a Woman!" |
| 21.2  | Adam Levine e sua equipe (Adam e Addison)           | "Go Your Own Way"           |
| 21.3  | Blake Shelton & Jennifer Hudson                     | "I'll Name the Dogs"        |

### Episódios 22 e 23: Shows ao vivo - Top 10
| Ordem         | Técnico         | Competidor      | Canção                            | Resultado    |
| ------------- | --------------- | --------------- | --------------------------------- | ------------ |
| 1             | Jennifer Hudson | Davon Fleming   | "Hurt"                            | Bottom 3     |
| 2             | Adam Levine     | Adam Cunningham | "Maybe It Was Memphis"            | Salvo        |
| 3             | Jennifer Hudson | Noah Mac        | "Ordinary World"                  | Salvo        |
| 4             | Jennifer Hudson | Shi'Ann Jones   | "Diamonds"                        | Bottom 3     |
| 5             | Blake Shelton   | Chloe Kohanski  | "Call Me"                         | Salva        |
| 6             | Blake Shelton   | Keisha Renee    | "All by Myself"                   | Salva        |
| 7             | Miley Cyrus     | Ashland Craft   | "I Hate Myself for Loving You"    | Bottom 3     |
| 8             | Miley Cyrus     | Brooke Simpson  | "Amazing Grace"                   | Salva        |
| 9             | Blake Shelton   | Red Marlow      | "That's What I Love About Sunday" | Salvo        |
| 10            | Adam Levine     | Addison Agen    | "Lucky"                           | Salva        |
|               |                 |                 |                                   |              |
| Última chance |                 |                 |                                   |              |
| 1             | Miley Cyrus     | Ashland Craft   | "Tonight I Wanna Cry"             | Eliminada    |
| 2             | Jennifer Hudson | Shi'Ann Jones   | "At Last"                         | Eliminada    |
| 3             | Jennifer Hudson | Davon Fleming   | "Ain't No Way"                    | Instant Save |

| Ordem | Artistas                     | Canção                            |
| ----- | ---------------------------- | --------------------------------- |
| 22.1  | Blake Shelton & Gwen Stefani | "You Make It Feel Like Christmas" |
| 23.1  | Portugal. The Man            | "Feel It Still"                   |
| 23.2  | Danielle Bradbery            | "Worth It"                        |

### Episódios 24 e 25: Semifinal ao vivo - Top 8
| Ordem         | Técnico         | Competidor      | Canção                                      | Resultado    |  |
| ------------- | --------------- | --------------- | ------------------------------------------- | ------------ |  |
| 1             | Adam Levine     | Adam Cunningham | "I'm Already There"                         | Middle 3     |  |
| 2             | Jennifer Hudson | Davon Fleming   | "Gravity"                                   | Eliminado    |  |
| 3             | Blake Shelton   | Red Marlow      | "Go Rest High on That Mountain"             | Middle 3     |  |
| 4             | Blake Shelton   | Keisha Renee    | "What Hurts the Most"                       | Eliminada    |  |
| 5             | Blake Shelton   | Chloe Kohanski  | "I Want to Know What Love Is"               | Salva        |  |
| 6             | Jennifer Hudson | Noah Mac        | "River"                                     | Middle 3     |  |
| 7             | Adam Levine     | Addison Agen    | "Both Sides, Now"                           | Salva        |  |
| 8             | Miley Cyrus     | Brooke Simpson  | "Faithfully"                                | Salva        |  |
|               |                 |                 |                                             |              |  |
| Última chance |                 |                 |                                             |              |  |
| 1             | Blake Shelton   | Red Marlow      | Dixieland Delight                           | Instant Save |  |
| 2             | Adam Levine     | Adam Cunningham | "Here's A Quarter (Call Someone Who Cares)" | Eliminado    |  |
| 3             | Jennifer Hudson | Noah Mac        | "Sign of the Times"                         | Eliminado    |  |

| Ordem | Artistas                                                                                | Canção          |
| ----- | --------------------------------------------------------------------------------------- | --------------- |
| 24.1  | Chloe Kohanski & Noah Mac                                                               | "Wicked Game"   |
| 24.2  | Brooke Simpson & Davon Fleming                                                          | "Earned It"     |
| 24.3  | Adam Cunningham & Red Marlow                                                            | "Can't You See" |
| 24.4  | Addison Agen & Keisha Renee                                                             | "Strong Enough" |
| 25.1  | Machine Gun Kelly, X Ambassadors & Bebe Rexha                                           | "Home"          |
| 25.2  | Jennifer Hudson                                                                         | "Burden Down"   |
| 25.3  | Alisan Porter, Chris Mann, Mary Sarah, Matt McAndrew, Matthew Schuler & Michael Sanchez | "It's Time"     |

### Episódios 26 e 27: Final ao vivo - Top 4
| Técnico       | Competidor     | Ordem | Canção Solo                | Ordem | Canção do Dueto                                             | Ordem | Canção Original          | Resultado |
| ------------- | -------------- | ----- | -------------------------- | ----- | ----------------------------------------------------------- | ----- | ------------------------ | --------- |
| Adam Levine   | Addison Agen   | 1     | "Humble and Kind"          | 5     | "Falling Slowly" (com Adam Levine)                          | 11    | "Tennessee Rain"         | 2º lugar  |
| Blake Shelton | Chloe Kohanski | 12    | "Bette Davis Eyes"         | 8     | "You Got It" (com Blake Shelton)                            | 2     | "Wish I Didn't Love You" | Vencedora |
| Blake Shelton | Red Marlow     | 9     | "To Make You Feel My Love" | 3     | "I'm Gonna Miss Her (The Fishin' Song)" (com Blake Shelton) | 7     | "I Pray"                 | 4º lugar  |
| Miley Cyrus   | Brooke Simpson | 10    | "O Holy Night"             | 6     | "Wrecking Ball" (com Miley Cyrus)                           | 4     | "What Is Beautiful"      | 3º lugar  |

| Ordem | Artistas                                   | Canção                  |
| ----- | ------------------------------------------ | ----------------------- |
| 27.1  | Bebe Rexha, Adam Cunningham & Keisha Renee | "Meant to Be"           |
| 27.2  | Charlie Puth                               | "How Long"              |
| 27.3  | Norah Jones & Addison Agen                 | "Don't Know Why"        |
| 27.4  | Bastille & Noah Mac                        | "World Gone Mad"        |
| 27.5  | Kelly Clarkson                             | "Medicine"              |
| 27.6  | Chris Blue                                 | "Blue Blood Blues"      |
| 27.7  | Sia & Brooke Simpson                       | "Titanium"              |
| 27.8  | Jessie J & Chris Weaver como Nedra Belle   | "Bang Bang"             |
| 27.9  | Billy Idol & Chloe Kohanski                | "White Wedding"         |
| 27.10 | Demi Lovato                                | "Tell Me You Love Me"   |
| 27.11 | Jessie J & Davon Fleming                   | "Not My Ex"             |
| 27.12 | Vince Gill & Red Marlow                    | "When I Call Your Name" |
| 27.13 | N.E.R.D.                                   | "Lemon"                 |
| 27.14 | Sia                                        | "Snowman"               |

## Times
Legenda
     Vencedor(a)
     Vice
     Terceiro colocado
     Quarto colocado
     Eliminado(a) nas apresentações ao vivo
     Eliminado(a) nos playoffs
     Artista pego por outro técnico nos Knockouts (nome riscado)
     Eliminado(a) nos Knockouts
     Artista pego por outro técnico na Battle Rounds (nome riscado)
     Eliminado(a) na Battle Rounds
| Técnicos | Artistas        | Artistas              | Artistas          | Artistas       | Artistas |
| --- | --------------- | --------------------- | ----------------- | -------------- | -------- |
| Adam Levine |                 |                       |                   |                |          |
| Addison Agen | Adam Cunningham | Jon Mero              | Anthony Alexander | Emily Luther   |          |
| Whitney Fenimore | Adam Pearce     | Hannah Mrozak         | Dennis Drummond   | Dylan Gerard   |          |
| Brandon Brown | Brandon Showell | Dave Crosby           | Gary Carpentier   | Michael Kight  |          |
| Miley Cyrus |                 |                       |                   |                |          |
| Brooke Simpson | Ashland Craft   | Janice Freeman        | Adam Pearce       | Karli Webster  |          |
| Moriah Formica | Chloe Kohanski  | Stephan Marcellus     | Whitney Fenimore  | Addison Agen   |          |
| Katrina Rose | Megan Rose      | Illiana Viramontes    | Shilo Gold        | Sophia Bollman |          |
| Jennifer Hudson |                 |                       |                   |                |          |
| Noah Mac | Davon Fleming   | Shi'Ann Jones         | Chris Weaver      | Hannah Mrozak  |          |
| Lucas Holliday | Eric Lyn        | Jeremiah Miller       | Katrina Rose      | Kathrina Feigh |          |
| Stephan Marcellus | Alexandra Joyce | Ignatious Carmouche   | Maharasyi         | Meagan McNeal  |          |
| Blake Shelton |                 |                       |                   |                |          |
| Chloe Kohanski | Red Marlow      | Keisha Renee          | Esera Tuaolo      | Mitchell Lee   |          |
| Natalie Stovall | Adam Cunningham | Anna Catherine DeHart | Kathrina Feigh    | Megan Rose     |          |
| Dennis Drummond | Noah Mac        | Kristi Hoopes         | Rebecca Brunner   | Ryan Scripps   |          |
| Participantes em itálico iniciaram a disputa em um time, mas foram pegos por outro técnico na fase das batalhas, knockouts ou graças ao coach comeback. Participantes sublinhados foram eliminados, mas escolhidos pelos técnicos para voltar à competição nos Playoffs. |                 |                       |                   |                |          |